# Zvizdan (2015.)
Zvizdan je dramski film redatelja i scenarista Dalibora Matanića, premijerno prikazan 2015. na 68. Filmskom festivalu u Cannesu gdje je u natjecateljskom programu "Izvjestan pogled" (fr. Un Certain Regard) osvojio i nagradu stručnoga žirija. U studenom iste godine na Festivalu istočnoeuropskog filma u Cottbusu, 
Zvizdanu su pripale još tri nagrade: za najbolji film, najbolju glumicu te nagrada međunarodne asocijacije filmskih kritičara FIPRESCI.

## Uloge
- Tihana Lazović kao Jelena / Nataša / Marija
- Goran Marković kao Ivan / Ante / Luka
- Nives Ivanković kao Jelenina / Natašina majka
- Dado Ćosić kao Saša
- Stipe Radoja kao Božo / Ivno
- Trpimir Jurkić kao Ivanov / Lukin otac
- Mira Banjac kao Ivanova baba
- Slavko Sobin kao Mane / Dino

## Vanjske poveznice
- Službene stranice filma (hrv.) (engl.)
- www.kinorama.hr – Zvizdan
- Hrvatski audiovizualni centar – Zvizdan
- Flash.hr – Matanićev novi film, Zvizdan, oduševio publiku u Cannesu